# Megachile obesa
Megachile obesa är en biart som beskrevs av Pasteels 1965. Megachile obesa ingår i släktet tapetserarbin, och familjen buksamlarbin. Inga underarter finns listade i Catalogue of Life.